# STS-58
STS-58 var en flygning i det amerikanska rymdfärjeprogrammet med rymdfärjan Columbia. Den sköts upp från Pad 39B vid Kennedy Space Center i Florida den 18 oktober 1993. Efter fjorton dagar i omloppsbana runt jorden återinträdde rymdfärjan i jordens atmosfär och landade vid Edwards Air Force Base i Kalifornien.

## Besättning
- John E. Blaha
- Richard A. Searfoss
- M. Rhea Seddon
- William S. McArthur Jr.
- David A. Wolf
- Shannon W. Lucid
- Martin Fettman